# 沐川玉山竹
沐川玉山竹（学名：Yushania exilis）为禾本科玉山竹属下的一个种。

## 扩展阅读
- 維基物種上的相關：沐川玉山竹